# Dieter Baumann
Dieter Baumann - (Blaustein, República Federal Alemana, 9 de febrero de 1965) es un atleta alemán especialista en pruebas de media distancia que fue campeón olímpico de 5000 metros en los Juegos de Barcelona 1992 y subcampeón en los de Seúl 1988.

## Biografía

### Primera etapa
Aunque había sido 2.º en los 3000 m de los Campeonatos de Europa en pista cubierta de 1987, pocos pensaban que tuviera opciones de medalla en los Juegos Olímpicos de Seúl 1988 ante el poderío de los corredores africanos. Sin embargo gracias a una gran última vuelta logró hacerse con la medalla de plata en los 5.000 m, solo superado por el gran favorito, el keniata John Ngugi.
En 1989 consiguió en La Haya el título europeo de los 3.000 metros en pista cubierta, y semanas más tarde fue 3.º en esta prueba en los mundiales en pista cubierta de Budapest, tras el marroquí Saïd Aouita y el español José Luis González.
Durante los años 1990 fue uno de los pocos atletas no africanos capaces de oponer seria resistencia e incluso vencer a los atletas de este continente en las carreras de fondo.

### Barcelona 1992
La victoria más importante de su carrera deportiva llegó en los Juegos Olímpicos de Barcelona 1992. La final de los 5.000 metros comenzó a un ritmo muy rápido, aunque pronto decayó, lo que beneficiaba las opciones de Baumann debido a su poderoso sprint final. A la última vuelta llegó junto a cuatro corredores africanos, a los que superó de forma increíble en la recta final, haciéndose con el oro con 13:12,52. La medalla de plata fue para el keniano Paul Bitok (13:12,71), y la de bronce para el etíope Fita Bayissa (13:13,03), mientras que el marroquí Brahim Boutayeb, solo pudo terminar 4.º.
Una lesión le hizo perderse la temporada de 1993. Regresó en 1994 para ganar en Helsinki el título europeo de los 5.000 m, por delante del británico Rob Denmark y del español Abel Antón.
En los Campeonatos del Mundo de Gotemburgo 1995 partía como uno de los favoritos, pero perdió contacto con el grupo a falta de tres vueltas y acabó en una decepcionante 9.ª posición final. Pocos días más tarde se desquitó en la reunión atlética Weltklasse de Zúrich batiendo su propio récord nacional con 13:01,72, en una carrera donde fue 2.º tras el etíope Haile Gebrselassie.

### Atlanta 1996
En los Juegos Olímpicos de Atlanta 1996 buscaba revalidar su título de Barcelona 1992, aunque resultaba muy complicado ya que en los últimos años habían aparecido nuevos atletas africanos capaces de correr a ritmos muy superiores al suyo. Pese a todo Baumann hizo una brillante carrera y finalmente terminó en una meritoria 4.ª posición con 13:08,81, por detrás del atleta de Burundi Vénuste Niyongabo (13:07,96), el keniata Paul Bitok (13:08,16) y el marroquí Khalid Boulami (13:08,37)
El 13 de agosto de 1997 consiguió en Zúrich uno de sus grandes anhelos, al convertirse en el primer europeo en romper la barrera de los 13 minutos. Su marca fue de 12:54,70 El anterior récord europeo estaba en poder del británico David Moorcroft desde 1982 con 13:00,41. Poco después participó en los Campeonatos del Mundo de Atenas 1997, acabando en 5.ª posición.
En 1998 logró la medalla de plata de los 10 000 metros en los Campeonatos de Europa de Budapest por detrás del portugués Antonio Pinto. Intentó defender también su título de los 5.000 metros, pero acabó muy lejos de las medallas, en 13.ª posición.

### Sanción por dopaje
En octubre de 1999 dio positivo por nandrolona en un control antidopaje, y recibió una suspensión de dos años, por lo que no pudo participar en los Juegos Olímpicos de Sídney 2000.
Tras concluir su sanción en 2002, y ya con 37 años, participó en los Campeonatos de Europa de Múnich, donde consiguió la medalla de plata en los 10 000 m, por detrás del español José Manuel Martínez.
Participó también en los 10 000 m de los Campeonatos del Mundo de París 2003, aunque no logró acabar la carrera. Se retiró a finales de ese año.

## Resultados
| Año  | Competición                            | Lugar         | Puesto                       | Marca            |
| ---- | -------------------------------------- | ------------- | ---------------------------- | ---------------- |
| 1987 | Campeonato de Europa En pista cubierta | Liévin        | 2.º en 3000 m                | 7:53,93          |
| 1987 | Campeonato del Mundo En pista cubierta | Indianápolis  | 7.º en 1.500 m               | 3:41,07          |
| 1988 | Juegos Olímpicos                       | Seúl          | 2.º en 5.000 m               | 13:15,52         |
| 1989 | Campeonato de Europa En pista cubierta | La Haya       | 1.º en 3000 m                | 7:50,43          |
| 1989 | Campeonato del Mundo En pista cubierta | Budapest      | 3.º en 3000 m                | 7:50,47          |
| 1991 | Campeonato del Mundo                   | Tokio         | 4.º en 5.000 m               | 13:28,67         |
| 1992 | Juegos Olímpicos                       | Barcelona     | 1.º en 5.000 m               | 13:12,52         |
| 1994 | Campeonato de Europa                   | Helsinki      | 1.º en 5.000 m               | 13:36,93         |
| 1996 | Juegos Olímpicos                       | Atlanta       | 4.º en 5.000 m               | 13:08,81         |
| 1997 | Campeonato del Mundo                   | Atenas        | 5.º en 5.000 m               | 13:17,64         |
| 1998 | Campeonato de Europa                   | Budapest      | 2.º en 10 000 m              | 27:56,75         |
| 1998 | Copa del Mundo                         | Johannesburgo | 1.º en 3000 m 3.º en 5.000 m | 7:56,24 13:58,40 |
| 2002 | Campeonato de Europa                   | Múnich        | 2.º en 10 000 m              | 27:47,87         |

## Marcas personales
- 1.500 metros - 3:33,51 (Stuttgart, 13 jul 1997)
- Milla - 3:51,12 (Berlín, 21 ago 1992)
- 5.000 metros - 12:54,70 (Zúrich, 13 Ago 1997)
- 10.000 metros - 27:21,53 (Baracaldo, 5 Abr 1997)